# Henry Fox (1er baron Holland)
Pour les articles homonymes, voir Henry Fox et Fox.
 (juillet 2017).
Si vous disposez d'ouvrages ou d'articles de référence ou si vous connaissez des sites web de qualité traitant du thème abordé ici, merci de compléter l'article en donnant les références utiles à sa vérifiabilité et en les liant à la section « Notes et références ».
 Henry Fox, né le 28 septembre 1705, mort le 1er juillet 1774 à Holland Park de Londres, 1er baron Holland, est un homme d'État Whig britannique.

## Biographie
Henry Fox est le fils cadet de Stephen Fox et de sa seconde épouse Christiana Hope. Il a passé quelques années sur le continent pour échapper à des créanciers et il y fit la connaissance d'une protectrice fortunée.
Au Parlement en 1735 en tant que représentant de Hindon, il y restera de 1735 à 1768, il rejoint Robert Walpole. En 1746, il devient Secrétaire d'État à la Guerre et membre du Conseil privé. Il était alors un proche du duc de Cumberland. Il est un politique en vue et passe des années comme payeur général pour l'armée, à cette charge il amasse une large fortune. Il est fait baron Holland de Foxley en 1763.
Quelques années après s'être retiré de son poste, en 1765, il est attaqué sur la gestion de sa charge et n'obtient plus aucune promotion ni aucun poste.